# Concilio di Orléans V
Il V Concilio d'Orléans fu un concilio merovingio, convocato da Childeberto I, che ebbe luogo il 28 ottobre 549 a Orléans.

## Partecipanti
A questo concilio, presieduto da Sacerdote di Lione, parteciparono 7 arcivescovi metropoliti, 43 vescovi e 21 sacerdoti o diaconi rappresentanti di vescovi assenti.. Marco vescovo di Orléans non fu presente poiché era in esilio sotto accusa: il concilio era stato convocato per sottoporlo a giudizio, che fu di assoluzione e che lo reinstallò nella sua sede episcopale.
Questo è l'elenco dei firmatari degli atti conciliari, secondo l'edizione delle Monumenta Germaniae Historica:

### Arcivescovi metropoliti
- Sacerdote di Lione
- Aureliano di Arles
- Esichio di Vienne
- Nicezio di Treviri
- Desiderato di Bourges
- Aspasio di Eauze
- Costituto di Sens

### Vescovi presenti
- Placido di Mâcon
- Firmino di Uzès
- Agricola Chalon
- Urbico di Besançon
- Rufo di Octodurus
- Gallo di Arvernia
- Saffaraco di Parigi
- Domiziano di Tongeren
- Eleuterio di Auxerre
- Desiderato di Verdun
- Grammazio di Avenches
- Tetrico di Langres
- Nettario di Autun
- Eusebio di Saintes
- Proculiano di Auch

- Massimo di Cahors
- Bebiano di Agen
- Aptonio di Angoulême
- Deuterio di Vence
- Laudo di Coutances
- Passivo di Séez
- Clemazio di Carpentras
- Vellesio di Gap
- Aregio di Nevers
- Ilario di Digne
- Clementino di Apt
- Palladio di Tolone
- Basilio di Glandèves
- Avolo di Aix

- Febediolo Rennes
- Gallo di Valence
- Leobino di Chartres
- Teodobaldo di Lisieux
- Alodiodi Toul
- Licinio di Évreux
- Medoveo di Meaux
- Liberio di Dax
- Amelio di Comminges
- Alezio di Lectoure
- Gonotierno di Senlis
- Egidio di Avranches
- Beato di Amiens
- Ambrogio di Troyes

### Vescovi rappresentati
Furono 21 le diocesi franche i cui vescovi non furono presenti al concilio, ma vi si fecero rappresentate da sacerdoti, diaconi o abati: Avignone, Cimiez, Viviers, Die, Ginevra, Bayeux, Riez, Fréjus, Antibes, Cavaillon, Orange, Embrun, Tournai, Bordeaux, Sisteron, Limoges, Albi, Couserans, Reims, Laon e Angers.

## Elenco dei canoni del concilio
I processi verbali del concilio emisero 24 canoni:
1. Il primo canone del concilio emise un anatema contro gli errori di Nestorio e di Eutiche. Pare che il concilio avesse temuto che i disordini verificatisi in Oriente e suscitati dai nestoriani e dagli eutichiani si propagassero in Occidente.
2. Il secondo canone vietava ai vescovi di comminare scomuniche per motivi di poco conto.
3. Il terzo canone vietava al clero di ospitare a casa propria donne straniere o delle parenti a ore indebite, potendosi altrimenti dar luogo a brutti sospetti.
4. Il quarto canone ordinava al clero di vivere in continenza, anche con l'eventuale moglie.
5. Il quinto canone vietava ai vescovi di consacrare preti di un'altra diocesi senza il consenso del vescovo di quest'ultima.
6. Il sesto canone vietava ai vescovi di ordinare schiavi o di liberarli senza il consenso del loro padrone.
7. Il settimo canone vietava di riportare in schiavitù schiavi affrancati nella Chiesa, a meno che avessero commesso delle violazioni della legge
8. L'ottavo canone vietava di ordinare sacerdoti durante la vacanza della sede episcopale.
9. Il nono canone vietava la consacrazione di un vescovo che non avesse fatto parte del clero per almeno un anno.
10. Il decimo canone vietava la simonia, l'acquisto con denaro della nomina a vescovo. Esso prescriveva che l'elezione dei vescovi si svolgesse in piena libertà, con l'assenso del clero, del popolo e del re.
11. L'undicesimo canone vietava l'imposizione di un vescovo non accetto al popolo: in caso contrario il vescovo così consacrato dovrà essere deposto.
12. Il duodecimo canone vietava di consacrare un vescovo al posto di un altro vivente, a meno che quest'ultimo non venisse deposto per aver commesso un crimine capitale.
13. Il tredicesimo canone vietava di appropriarsi di beni legati alle chiese, ai monasteri e agli ospedali.
14. Il quattordicesimo canone estendeva questo divieto ai vescovi, al clero e ai laici riguardo ai beni della Chiesa.
15. Il quindicesimo canone confermava la fondazione di un ospedale a Lione da parte di Childeberto, vietando al vescovo di Lione e ai suoi successori di appropriarsi di qualche bene di questo ospedale.
16. Il sedicesimo canone pronunciava un anatema contro chiunque oserà privare le chiese di donazioni fatte loro.
17. Il diciassettesimo canone trattava delle differenze fra una persona normale e un vescovo.
18. Il diciottesimo canone sospendeva per sei mesi tutti i vescovi che si rifiutassero di recarsi a un concilio o a una parte di esso prima della sua fine, salvo casi infermità evidente.
19. Il diciannovesimo canone trattava dell'ingresso delle giovani nei monasteri e delle condizioni della vestizione con l'abito monastico.
20. Il ventesimo canone disponeva che i carcerati, qualunque fosse il crimine commesso, venissero visitati tutte le domeniche dall'arcidiacono.
21. Il ventunesimo canone indicava ai vescovi di prendersi cura particolare dei lebbrosi della loro diocesi, fornendo loro abiti e vettovaglie.
22. Il ventiduesimo canone rinnovava i regolamenti concernenti gli schiavi che si rifugiavano nelle chiese.
23. Il ventitreesimo canone ordinava la tenuta annuale di un concilio della provincia.
24. Il ventiquattresimo canone confermava i decreti precedenti.